# Trying to Burn the Sun
Trying to Burn the Sun es el tercer y último álbum de la banda de hard rock Elf, lanzado en 1975 por MGM.
Tras este disco Elf (excepto el guitarrista Steve Edwards) pasaron a integrar la banda de Ritchie Blackmore: Ritchie Blackmore's Rainbow.

## Lista de canciones
Lado A

Todas las canciones escritas y compuestas por Dio and Soule. 
| N.º | Título               | Duración |  |
| 1.  | «Black Swampy Water» | 3:43     |  |
| 2.  | «Prentice Wood»      | 4:37     |  |
| 3.  | «When She Smiles»    | 4:54     |  |
| 4.  | «Good Time Music»    | 4:30     |  |

Lado B
| N.º | Título           | Duración |  |
| 5.  | «Liberty Road»   | 3:22     |  |
| 6.  | «Shotgun Boogie» | 3:07     |  |
| 7.  | «Wonderworld»    | 5:03     |  |
| 8.  | «Streetwalker»   | 7:07     |  |

## Personal
- Ronnie James Dio - voz, partes de bajo adicionales
- Steve Edwards - guitarra
- Mickey Lee Soule - teclados, guitarras adicionales
- Craig Gruber - bajo
- Gary Driscoll - batería
- Mark Nauseef - percusión

Con
- Helen Chappelle, Barry St. John, Liza Strike - voces adicionales
- Mountain Fjord Orchestra - cuerdas